# الصابونجي
الصابونجي وهي قرية تتبع مدينة الدبس وتقع في محافظة كركوك شمال العراق.